# Armies of Exigo
Armies of Exigo — компьютерная игра, стратегия в реальном времени. Игра разработана Black Hole Entertainment и была выпущена компанией Electronic Arts 30 ноября 2004 года. В России была выпущена компанией «Новый Диск» под названием «Armies of Exigo. Хроники великой войны».

## Геймплей
Игровой процесс игры во многом подобен другим известным стратегическим играм — «Warcraft» и «StarCraft».
Действие сюжета разворачивается в вымышленном фэнтезийном мире. В игре существуют 3 фракции:
- Империя (Empire) — люди, высшие эльфы, гномы.
- Звери (Beasts) — оркоподобные зверолюди, гоблины, ведьмы, огры, тролли, человекоподобные ящеры, демоны и другие подобные существа.
- Падшие (Fallen) — существа внеземного происхождения, насекомые, тёмные эльфы.

Для каждой расы есть своя кампания; сюжет второй кампании продолжает первую, а сюжет третьей — вторую (то есть, раздел кампаний представляет собой самостоятельную законченную историю). Каждая из трёх кампаний состоит из 12 последовательных миссий; таким образом, сюжет игры состоит из 36 миссий.
Игрок должен наладить и защитить сбор ресурсов (золото, древесина и драгоценные камни), чтобы строить здания и создавать в них юнитов, а также исследовать новые улучшения и технологии. Различные типы юнитов создаются в различных зданиях. Эта концепция геймплея основана на традициях стратегий «старой школы»: «Warcraft II», «StarCraft», серии «Age of Empires».
Одной из особенностей игры является то, что юниты могут увеличивать свои уровни посредством убийства вражеских юнитов. С каждым новым уровнем единица становится более сильной и выносливой. На третьем уровне юнит получает какую-либо особую ауру (усиленная атака, защита, реакция и т. п.), а на пятом — усиливает её. Почти все юниты в игре могут достигнуть 5 уровня, за исключением механических единиц и юнитов поддержки. У Империи и Зверей юниты добывают уровни индивидуально, а у Падших общий опыт накапливается в особом сооружении — Ловушке душ. Когда в ней накапливается достаточно опыта, все юниты переходят на следующий уровень, а новые юниты изначально создаются уже с повышенным уровнем. Но если противник сможет уничтожить Ловушку душ, весь накопленный в ней опыт исчезнет и не будет расти заново, пока не будет построена новая.

## Обзоры игры
| Сводный рейтинг | Сводный рейтинг |
| Агрегатор       | Оценка          |
| --------------- | --------------- |
| GameRankings    | 71,48 %         |

Российский портал игр Absolute Games поставил игре 56 %. Обозреватели отметили хорошую графику игры. К недостаткам были отнесены слабый сюжет, дисбаланс игровых рас и слабый AI. Вердикт: «Богатая анимация и добротные модели юнитов, детализированные текстуры ландшафтов и симпатичные спецэффекты лучше всяких слов показывают первоклассную работу художников Black Hole. Они безупречно ставили камеру в фантастически красивых пререндеренных роликах, заставляя пересматривать их снова и снова, и с любовью рисовали изобилующие деталями здания — маленькие произведения искусства. Возможно, венграм стоит переквалифицироваться в поставщиков арта для чужих высокобюджетных проектов. Генерировать свои идеи и думать о важных мелочах они пока не научились».
Игромания поставила игре 6.5 баллов из 10-ти, сделав следующее заключение: «Старорежимная RTS, один в один копирующая идеи Blizzard образца пятилетней давности. Очень красиво и очень глупо».
В 2004 году игра была номинирована редакцией Computer Gaming World в категории Стратегическая игра года (в реальном времени), но победителем стала Warhammer 40,000: Dawn of War.